# Causa vinceña
La causa vinceña, también llamada causa de Vinzos o causa chimbotana, es un plato típico peruano de la provincia del Santa, al oeste de la región Áncash. Se elabora con pescado salado, yuca, cebolla y ajíes, envolviéndose en hojas de plátano. Fue declarado como plato típico de la provincia del Santa en 2015 por la Municipalidad Provincial del Santa.
El Concejo de la Municipalidad Provincial del Santa, mediante ordenanza municipal, aprobó institucionalizar como “Día de la Causa de Pescado” el cuarto domingo de junio. Reconoció, que si bien es cierto, este alimento nació en Vinzos, acotó, que en la actualidad se prepara en los distritos de Santa, Coishco, Samanco y Nepeña.

## Historia
En tiempos pre incas, el pescado se salaba en el norte del país. Se extraía del mar y se le untaban varias capas de sal, para así conservarlo en buen estado, para almacenarlo o trasladarlo a otros lugares, lo que suponía varios días de transporte.
Por esta razón, por lo general siempre había pescado salado en las mesas de las familias norteñas del país. La yuca también es propia de la zona, así como la hoja del plátano. La necesidad y el toque del sabor de los lugareños hicieron que se juntaran estos tres insumos básicos para, junto a un encebollado, elaborar uno de los platos considerados como exquisitos de la provincia ancashina del Santa: la causa de pescado o causa de Vinzos.
Uno de los lugares más representativos de este potaje es Vinzos, centro poblado del distrito de Chimbote, en el que, desde 1876, se detenía el tren que iba de Chimbote a Huallanca. Los viajantes disponían de poco tiempo para abastecerse de alimentos, así que compraban la causa, que se entregaba envuelta en hojas de plátano.

## Preparación
Para preparar la causa de pescado, primero se deben cocinar la yuca y el pescado, por separado, y para sacarle un mejor sabor al ají amarillo, se sugiere molerlo en batán. Gastón Acurio, especialista y referente en gastronomía peruana publicó en Facebook y YouTube su experiencia en la preparación de la causa de Vinzos.
La primera es que se logrará un mejor sabor si se cocina con leña. Y la segunda, que se debe envolver o servir la causa en hoja de plátano.
Si bien el pescado y el encebollado son obligados en su presentación, la causa puede presentar algunas variantes, eso depende de los lugares donde se sirva. No siempre será con yuca, también se puede acompañar de papa o camote. En otros, el encebollado incluirá tomate.
Así también este platillo, se encuentra a la venta en el Vivero Forestal de Chimbote, en los estadios y en cualquier festividad de la provincia.